# Wuling Hongguang
Wuling Hongguang (кит. 五菱宏光; пиньинь Wǔlíng hóngguāng) — компактвэн, выпускаемый с сентября 2010 года подразделением SAIC-GM-Wuling. С 2013 по 2017 год автомобиль продавался в Индии под названием Chevrolet Enjoy.

## Первое поколение (2010)
Первое поколение Wuling Hongguang начало выпускаться в 2010 году. На платформе Hongguang выпускались также другие варианты: Wuling Hongguang S1, Wuling Hongguang S3, Wuling Rongguang и Wuling Rongguang V. Сообщалось, что Hongguang был самым продаваемым автомобилем в Китае в течение первых четырёх месяцев 2014 года.

В 2013 году Chevrolet Enjoy на 80% состоял из индийских запчастей.
- Вид спереди
- Вид сзади

### Wuling Hongguang S
Wuling Hongguang S был запущен в производство в августе 2013 года. Изначально автомобиль оснащался 1,2-литровыми двигателями LMU, а позже автомобиль стал оснащаться 1,5-литровым двигателем L2B в паре с 5-ступенчатой механической коробкой передач. С 2019 года автомобиль продаётся под названием Hongguang S Classic.

### Wuling Hongguang V
Ранее была выпущена переработанная версия фургона под названием Wuling Hongguang V, которая позже была переименована в Wuling Rongguang V и продавалась в рамках серии Wuling Rongguang.

## Второе поколение (2018)
Второе поколение Wuling Hongguang S выпускается с 2018 года под названием Xin Hongguang, что означает «New Hongguang». В то время как первое поколение Wuling Hongguang S продавалось вместе с Wuling Hongguang S Classic, изначальная версия Wuling Hongguang была снята с производства.

Во втором поколении Hongguang применяется 1,5-литровый двигатель L2B в паре с пятиступенчатой механической трансмиссией. Комплектации автомобилей — Basic, Standard и Comfort. В отличие от предыдущего поколения, длина увеличена на 20 мм. 
- Вид спереди
- Вид сзади

### Wuling Hongguang S EV
Wuling Hongguang S EV является электромобилем на базе Wuling Hongguang S. Ёмкость аккумулятора составляет 42 кВт⋅ч, а запас хода — 300 км.

## Другие варианты

### Wuling Hongguang S1
Wuling Hongguang S1 выпускался с 2015 по 2017 год в Китае, а с 2017 года автомобиль выпускается в Индонезии под названиями Wuling Confero и Wuling Formo.

### Wuling Hongguang S3
Wuling Hongguang S3 является кроссовером на платформе Hongguang MPV, выпускающимся с 2017 года.

### Wuling Hongguang Plus
Wuling Hongguang Plus выпускается с 2019 года с видоизменённым дизайном интерьера и экстерьера.